# Stromatoscypha
Stromatoscypha är ett släkte av svampar. Stromatoscypha ingår i familjen Meripilaceae, ordningen Polyporales, klassen Agaricomycetes, divisionen basidiesvampar och riket svampar.
Släktet innehåller bara arten Stromatoscypha fimbriata.